# رومانوس الرابع ديوجينيس
رومانوس الرابع ديوجينيس (بالإغريقية: Ρωμανός Δʹ Διογένης)، ويعرف أيضًا باسم رومانوس الرابع (باللاتينية: Romanus IV) هو إمبراطور بيزنطي حكم بين عامي 1068 و1071. كان واحدًا من أعضاء الأرستقراطية البيزنطية المحاربة، وتبوأ العرش عقب زواجه من الإمبراطورة ايدوكيا مكرمبولتيسا، أرملة الإمبراطور قسطنطين العاشر دوكاس.
حاول رومانوس الرابع عقب توليه العرش إنقاذ الجيش البيزنطي من الاضمحلال الذي آل إليه، وإيقاف تغلغل الترك في أراضي الإمبراطورية، غير أنه لقي سنة 1071 هزيمة حاسمة على أيدي السلاجقة بقيادة السلطان ألب أرسلان في معركة ملاذكرد، التي انتهت بإبادة جيشه وأسره. وقد وقع ضده وهو في الأسر انقلاب أطاح به من العرش، وعندما أُطلق سراحه حاول استرجاع عرشه فهزمته جيوش أسرة دوكاس وأُسر. وفي سنة 1072 سُملت عيناه واحتُجز في دير، حيث مات متأثرًا بجراحه.

## الانضمام إلى العرش
كان رومانوس ديوجين ابن قسطنطين ديوجين (توفي عام 1032)، وعضوًا من عائلة يونانية بيزنطية بارزة وقوية من كابادوكيا، مرتبطة بالدم بمعظم النبلاء الأرستقراطيين العظماء في آسيا الصغرى. والدته ابنة باسيل أرجيروس، شقيق الإمبراطور رومانوس الثالث. ارتقى رومانوس، الذي كان شجاعًا وكريمًا، لكنه متهور أيضًا، بالامتياز في الجيش بسبب مواهبه العسكرية، وخدم على الحدود الدانوبية. في ذلك الوقت، نُظّمت بعض الأجزاء من ثيمة بلغاريا بوصفها مقاطعة جديدة مركزها في سرديكا، وأصبح دوقًا لتلك المقاطعة في عام 1067. ولكن، أُدين في النهاية بمحاولة انتزاع عرش أبناء قسطنطين العاشر دوقاس في عام 1067. في أثناء انتظار تلقي الحكم الصادر عليه من الوصيّة إيدوكيا مكرمبولتيسا، استُدعي إلى حضرتها، وأوصت بأنها أعفت عنه واختارته أيضًا ليكون زوجها الوصي على أبنائها بصفته إمبراطورًا. اتخذت هذا الإجراء بسبب قلقها في المقام الأول من أنها قد تفقد الوصاية بسهولة لأي من النبلاء عديمي الضمير ما لم تتمكن من العثور على زوج قوي، وأيضًا لأنها كانت مفتونة برومانوس المشهور. قوبل قرارها ببعض الاحتجاج لأن الأتراك السلاجقة سيطروا على جزء كبير من كابادوكيا واستولوا على مدينة قيصرية مهمة، ما يعني أن الجيش كان بحاجة إلى أن يُوضع تحت قيادة جنرال مؤهل ونشيط.
في 1 يناير عام 1068، تزوج رومانوس بالإمبراطورة إيدوكا وتُوّج ليصبح إمبراطور الرومان. كان قسطنطين العاشر قد انتزع يمينًا مكتوبًا واعدًا بعدم الزواج مرة أخرى، لكن ألغاه بطريرك القسطنطينيين جون زفيلينوس في ما بعد بموافقة مجلس الشيوخ.

## معركة ملاذكرد والأسر من قبل ألب أرسلان

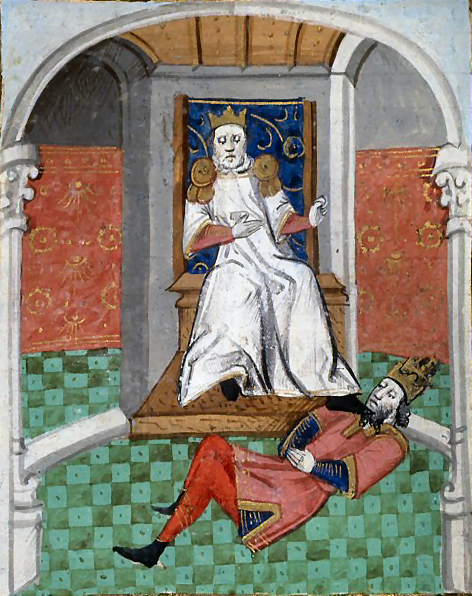
رسمة لألب أرسلان يُذلُ رومانوس الرابع تعود للقرن الخامس عشر في كتاب Boccaccio's De Casibus Virorum Illustrium

في وقت مبكر من ربيع عام 1071، أثناء إجراء مفاوضات مع ألب أرسلان بشأن ملاذكرد، سار رومانوس على رأس جيش كبير بقصد استعادة القلعة. اتضح قريبًا أن الجيش يعاني مشكلة تنظيم خطيرة، إذ ينهب الجنود بانتظام المنطقة المحيطة بمخيماتهم الليلية. عندما حاول رومانوس فرض بعض الانضباط الأشد صرامة، تمرد فوج كامل من المرتزقة الألمان، لم يتمكن الإمبراطور من السيطرة عليه إلا بصعوبة كبيرة.
اعتقادًا منه أن ألب أرسلان لم يكن بالقرب من ملاذكرد، قرر تقسيم جيشه. أرسل جزءًا من الجيش لمهاجمة أخلات، التي كانت بحوزة الأتراك في ذلك الوقت. تقدم رومانوس بنفسه مع الجزء الرئيسي للجيش في ملاذكرد، والتي استعاد السيطرة عليها في وقت قريب. عند هذه النقطة، التقى دفاعه المتقدم بجيش السلجوق المقترب بسرعة من ملاذكرد. أمر رومانوس القوات التي تهاجم أخلات بالعودة إلى الجيش، لكنّهم واجهوا بشكل غير متوقع جيشًا تركيًا آخر كبيرًا، ما أجبرهم على العودة مرة أخرى إلى بلاد ما بين النهرين. أُضعف جيش رومانوس، المتعرّض بالأصل لمقاومة، عندما تخلى عنه مرتزقته الأوزيس وانضموا إلى الأتراك.
لم يكن لدى أرسلان أي رغبة في مهاجمة الجيش البيزنطي، لذلك اقترح معاهدة سلام بشروط مناسبة لرومانوس. رفض الإمبراطور العرض كونه يتوق إلى انتصار عسكري حاسم، واصطفّ كلا الجيشين لمعركة وقعت في 26 أغسطس عام 1071. استمرت المعركة طوال اليوم دون أن يكتسب أي من الطرفين أفضلية حاسمة، حتى أمر الإمبراطور جزءًا من مركزه بالعودة إلى المخيم. أساء الجناح اليميني فهم هذا الأمر، ولكن أندرونيكوس دوكاس، ابن القيصر جون دوكاس وقائد الاحتياطيات، استفاد من هذا الارتباك لخيانة رومانوس. ادعى أن رومانوس قد مات، وسار بعيدًا عن المعركة مع 30,000 رجل تقريبًا، بدلًا من تغطية تراجع الإمبراطور. بدأ الأتراك عندها بالضغط على الجيش البيزنطي.
عندما اكتشف رومانوس ما حدث، حاول تحسين الوضع من خلال اتخاذ موقف جريء. حارب بشجاعة بعد أن قُتل حصانه تحت قدميه، لكنه تعرض لجرح في يده، ما منعه من استخدام سيفه وسرعان ما أُسِر.
وفقًا لعدد من المؤرخين البيزنطيين، بمن فيهم جون سكايلتزس، وجد أرسلان في البداية صعوبة في تصديق أنّ المحارب المغبر والمثقل الذي قُدِّم أمامه هو الإمبراطور الروماني. ثم نزل عن كرسيه ووضع قدمه على رقبة رومانوس. بعد هذه الإشارة من طقوس الإذلال، رفع أرسلان رومانوس عن الأرض وأمر بمعاملته بصفته ملكًا. ومنذ ذلك الحين، عامله بلطف شديد، ولم يقل له كلمة قاسية في أثناء إقامة الإمبراطور لمدة ثمانية أيام في معسكره. بعد ذلك، أطلق سراح الإمبراطور مقابل معاهدة ووعد بفدية ضخمة. في البداية، اقترح ألب أرسلان فدية قدرها 10,000,000 نوميسمتا لرومانوس الرابع، لكنه خفّضها لاحقًا إلى 1,500,000 نوميسمتا، مع 360,000 نوميسمتا إضافية سنويًا.

## الخيانة
في غضون ذلك، قرر فصيل المعارضة المتآمر ضد رومانوس الرابع استغلال الوضع. أجبر القيصر جون دوكاس ومايكل بسيلوس إيدوكيا على التقاعد إلى دير، وانتصرا على مايكل السابع لإعلان خلع رومانوس الرابع، ثم رفضا احترام الاتفاق المبرم بين أرسلان والإمبراطور السابق. سرعان ما عاد رومانوس، فجمع القواتِ هو وعائلة دوكاس. خيضت معركة في دوكيا بين قسطنطين وأندرونيكوس دوكاس ورومانوس، حيث هُزم جيش رومانوس، ما اضطره إلى التراجع إلى قلعة تيروبويون، ومن هناك إلى أضنة في سيليسيا. طارده أندرونيقوس، فأجبرته القوات الحامية في أضنة أخيرًا على الاستسلام بعد تلقيه ضمانات بسلامته الشخصية. قبل مغادرته القلعة، جمع كل الأموال التي استطاع الوصول إليها وأرسلها إلى السلطان دليلًا على حسن نيته، إلى جانب رسالة: «بصفتي إمبراطورًا، وعدتك بفدية قدرها مليون ونصف. بعد أن خُلِعتُ عن العرش، وعلى وشك أن أكون معتمدًا على الغير، أرسل إليك كل ما أملك دليلًا على امتناني».
اشترط أندرونيقوس الإبقاء على حياته في حال استقال من الحالة الإمبراطورية وتقاعد في الدير. وافق رومانوس، وصُدِّق على هذا الاتفاق في القسطنطينية. ومع ذلك، تخلى جون دوكاس عن الاتفاق وأرسل رجالًا لتُعمِي رومانوس بقسوة في 29 يونيو عام 1072 في كوتايون. وفقًا لأتاليتس، أُخذ الإمبراطور بعيدًا، وهو يلتمس الرحمة، لينتهي به الأمر معميًا من قبل «يهوديٍّ عديم الخبرة» تطلّب الأمر منه ثلاث محاولات بينما كان «يصرخ مثل الثور». وفقًا لأتاليتس: «عندما نهض، كانت عيناه منقوعتين بالدماء، مشهدٌ مثير للشفقة والحزن جعل كل من رآه يبكي بمرارة». بعد ذلك، أُرسل إلى المنفى إلى بروت في بحر مرمرة. دون مساعدة طبية، أُصيب جرحه بخمج، وسرعان ما عانى موتًا مطوّلًا مؤلمًا. أُعطيت الإهانة النهائية قبل أيام قليلة من وفاته، عندما تلقى رومانوس رسالة من مايكل بسيلوس هنّأه فيها على فقدانه عينيه. توفي أخيرًا، وصلّي من أجل مغفرة خطاياه، وسُمح للأرملة إيدوكيا بتكريم رفاته بجنازة رائعة. كتب جون يوليوس نورويتش: «قتل أعداؤه رجلًا شجاعًا ومستقيمًا».